# Ёцуба!
«Ёцуба!» (яп. よつばと! Ёцуба то!) — комедийная японская сёнэн-манга Киёхико Адзумы, создателя «Адзуманги». В Японии была опубликована компанией MediaWorks (ныне — ASCII Media Works) в ежемесячном журнале Dengeki Daioh. К июлю 2022 года манга вышла отдельным изданием в пятнадцати томах. В центре её сюжета находится девочка по имени Ёцуба, познающая окружающий мир. Японское название произведения «Ёцуба то!» означает «Ёцуба и…», что отражено в названии глав манги: «Ёцуба и что-то или кто-то».
Согласно опросу, проведённому в 2007 году Агентством по делам культуры, занимает 13-е место среди лучшей манги всех времён.
В России права на издание и распространение манги принадлежат компании «Палма Пресс». 28 октября 2010 года было объявлено о выходе первого тома, по состоянию на сентябрь 2024 года выпущено восемь. В США манга была лицензирована компанией ADV Manga, выпустившей пять томов, но затем прекратившей издание. В 2009 году компания Yen Press получила от ADV Manga права на публикацию манги в США и, по данным на февраль 2013 года, выпустила одиннадцать томов (последний вышел в сентябре 2012-го).